# Peril at End House
Peril at End House (A casa perdida ou A casa do penhasco no Brasil / A Diabólica Casa Isolada ou Perigo na Casa do Fundo, em Portugal) é um romance policial de Agatha Christie, publicado em 1932, e que conta com a participação do detetive belga Hercule Poirot e seu amigo, Arthur Hastings. Existe em Portugal uma tradução de 1962 deste livro, intitulada A Diabólica Casa Isolada, publicada pela editora Livros do Livro.

## Enredo
Nick Buckley, uma bela jovem, proprietária da pitoresca "Casa do Penhasco", conhece por acaso o detetive belga Hercule Poirot e seu fiel amigo Hastings, que estão passando uma temporada no Hotel Majestic, na costa da Cornualha.
Durante a breve conversa entre os três, Poirot nota algo alarmante: Nick quase morreu diante deles, pois uma bala passou de raspão por seu chapéu, sem que ela se desse conta. Intrigados, Poirot e Hastings vão até Nick novamente e descobrem que a estranha ocorrência não foi algo novo: recentemente ela escapou de outros estranhos "acidentes", mas não se deu conta de que na realidade foram tentativas de assassinato. Cabe a Poirot e Hastings protegê-la ao mesmo tempo em que tentam descobrir porque alguém está tentando tirar-lhe a vida, e quem é essa pessoa.
Quando um assassinato de fato acontece, as coisas saem do controle.